# Кетов, Рюрик Александрович
Рюрик Александрович Кетов (26 сентября 1928 — 1 декабря 2020, Санкт-Петербург) — офицер-подводник, капитан 1-го ранга, командир подводной лодки Б-4, сыгравший одну из ключевых ролей во время Карибского кризиса.

## Биография

### Начало воинской карьеры
Родился в 1928 году. В 1946 году был призван в Военно-морской флот.
Служил на различных дизельных подводных лодках:
- ПЛ С-26 типа «Сталинец» серии IX бис;
- С-181 проекта 613;
- с 1958 года командовал ПЛ С-200 проекта 613. Совершил на этой лодке два похода к западному побережью Великобритании;
- в 1960 году был назначен командиром строящейся ПЛ Б-4 проекта 641. В 1963 году ПЛ получила почётное наименование «Челябинский комсомолец» (приказ ГК ВМФ 18.01.1963).

### Участие в Карибском кризисе
В сентябре 1962 4-я эскадра начала готовиться к участию в операции «Кама», в соответствии с которой на Кубу должны были передислоцироваться четыре дизельные торпедные подводные лодки Б-4, Б-36, Б-59 и Б-130, оснащенные торпедами с ядерными боеприпасами. Подводной лодкой Б-4 командовал капитан 2 ранга Р. А. Кетов. Возглавил боевой поход В. Н. Агафонов в качестве командира 69-й бригады 20-й оперативной эскадры. Была поставлена задача скрытно перебазироваться в кубинский порт Мариэль. Командир бригады Агафонов находился на подводной лодке Б-4. При подходе к Кубе в связи с изменением политической обстановки задание было изменено, и лодки начали скрытное патрулирование в Карибском море в окружении большого количества противолодочных кораблей США. Б-4 стала единственной из четырёх советских субмарин, которую корабли США не смогли заставить всплыть.

«…ярко проявился командирский характер — профессионализм и находчивость в обстановке близкой к боевой, стойкость бойца. Командира, в которого верят подчинённые, умело, чётко действуют под его руководством и достойно выходят из трудных, опасных условий. Командир Р. А. Кетов вышел достойно из сложнейшего испытания на прочность!».
— Из статьи офицера-подводника В. В. Важенина   «Испытание на прочность»
В январе 1963 года капитан 2 ранга Р. А. Кетов был награждён орденом Красной Звезды с формулировкой «за образцовое выполнение специального задания Правительства СССР».

### Продолжение службы в ВМФ
После участия в Карибском кризисе Р. А. Кетов занимал следующие должности:
- с декабря 1962 года — командир ПЛ К-69 проекта 671;
- заместитель командира 11-й дивизии противолодочных атомоходов;
- начальник штаба дивизии ракетных атомных подводных лодок;
- начальник отдела тактических обоснований и военно-экономических исследований в головном институте ВМФ.

Вышел в отставку в 1979 году.

### После службы в ВМФ
В отставке прослужил 10 лет капитаном-наставником на судах Балтийского морского пароходства. Жил в Санкт-Петербурге.
В 2002 году был награждён Почетной грамотой Совета Федерации Федерального Собрания РФ «За большой вклад в укрепление обороноспособности и безопасности государства, личное мужество и героизм, проявленные в ходе военно-политического конфликта между СССР и США».
Умер 1 декабря 2020 года.

## Семья
- Сын — Кетов Александр Рюрикович, кандидат политических наук, доцент Санкт-Петербургского гуманитарного университета профсоюзов[12].